# Olympische Sommerspiele 1936/Kanu – Zweier-Kajak 1000 m (Männer)
Der Wettkampf im Zweier-Kajak über 1000 Meter bei den Olympischen Sommerspielen 1936 wurde am 8. August auf der Regattastrecke Berlin-Grünau ausgetragen.

## Ergebnisse

### Vorläufe

#### Vorlauf 1
| Rang | Athleten                         | Nation             | Zeit       |
| ---- | -------------------------------- | ------------------ | ---------- |
| 1    | Adolf Kainz Alfons Dorfner       | Österreich         | 4:10,0 min |
| 2    | Nicolaas Tates Wim van der Kroft | Niederlande        | 4:22,2 min |
| 3    | František Brzák Josef Dusil      | Tschechoslowakei   | 4:22,7 min |
| 4    | Verner Løvgreen Axel Svendsen    | Dänemark           | 4:24,8 min |
| 5    | Ernest Riedel Burr Folks         | Vereinigte Staaten | 4:24,8 min |
| 6    | René Lacelle Jules Mackowiak     | Frankreich         | 4:34,6 min |

#### Vorlauf 2
| Rang | Athleten                        | Nation          | Zeit       |
| ---- | ------------------------------- | --------------- | ---------- |
| 1    | Sixten Jansson Gunnar Lundqvist | Schweden        | 4:11,8 min |
| 2    | Ewald Tilker Fritz Bondroit     | Deutsches Reich | 4:11,0 min |
| 3    | Rudolf Vilim Werner Klingelfuss | Schweiz         | 4:30,8 min |
| 4    | Edward Deir Frank Willis        | Kanada          | 4:32,0 min |
| 5    | Frans De Blaes Albert Joris     | Belgien         | 4:42,1 min |
| 6    | Gábor Cseh Sándor Gelle         | Ungarn          | 4:50,7 min |

### Finale
| Rang | Athleten                         | Nation           | Zeit       |
| ---- | -------------------------------- | ---------------- | ---------- |
| 1    | Adolf Kainz Alfons Dorfner       | Österreich       | 4:03,8 min |
| 2    | Ewald Tilker Fritz Bondroit      | Deutsches Reich  | 4:08,9 min |
| 3    | Nicolaas Tates Wim van der Kroft | Niederlande      | 4:12,2 min |
| 4    | František Brzák Josef Dusil      | Tschechoslowakei | 4:15,2 min |
| 5    | Rudolf Vilim Werner Klingelfuss  | Schweiz          | 4:22,8 min |
| 6    | Edward Deir Frank Willis         | Kanada           | 4:24,5 min |
| 7    | Verner Løvgreen Axel Svendsen    | Dänemark         | 4:26,6 min |
| —    | Sixten Jansson Gunnar Lundqvist  | Schweden         | DSQ        |

## Weblink
- Ergebnisse